# Bakary Diakité (homme politique)
Ne doit pas être confondu avec Bakary Diakité.
Pour les articles homonymes, voir Diakité.
Bakary Diakité est un député et homme politique guinéen. Député guinéen d'avril 2020 au 5 septembre 2021.

## Biographie
Il est député de la liste nationale du RPG Arc-en-ciel de 2020 en 2021, élu lors des élections législatives de mars 2020,. Il est le  2ème secrétaire parlementaire de l'assemblée nationale de la IXe législature de la république de Guinée sous la présidence d'Alpha Condé,.